# Leoști (gmina Tătărăni)
Leoști – wieś w Rumunii, w okręgu Vaslui, w gminie Tătărăni. W 2011 roku liczyła 249 mieszkańców.